# Hoya jianfenglingensis
Hoya jianfenglingensis ist eine Pflanzenart der Gattung der Wachsblumen (Hoya) aus der Unterfamilie der Seidenpflanzengewächse (Asclepiadoideae).

## Merkmale
Hoya jianfenglingensis ist eine epiphytische, kletternde Pflanze mit bis zu 8 m langen Trieben. Die steifen Triebe sind verzweigt und flaumig behaart. Die gegenständigen, selten alternierenden Blätter sind gestielt, die Blattstiele sind 2 bis 3 cm lang. Die Blattspreiten sind verkehrt-eiförmig oder elliptisch, 11 bis 14 cm lang und 5 bis 7 cm breit. Die dicken papierähnlichen Blätter werden ledrig, wenn sie trocknen. Die Basis ist rund oder keilförmig, der Apex ist gespitzt. Sie sind auf Ober- und Unterseite flaumig behaart. Die Blattnervatur ist gut erkennbar. Sie besteht aus 6 bis 10 Paaren Sekundärrippen, die von der Mittelrippe ausgehen.
Der doldenförmige Blütenstand entspringt den Blattachseln, die Oberseite ist halbkugelig gewölbt. Die Blütenstandsstiele sind flaumig behaart und bis ca. 4 cm lang. Die Blütenstiele sind purpurfarben bis leicht bräunlich mit Flecken, und 2 bis 4 cm lang. Die weiße Blütenkrone hat einen Durchmesser von 1,3 bis 1,5 cm. Die breit-dreieckigen Kronblattzipfel sind an der Basis verwachsen, die Spitzen der Zipfel sind zurückgebogen. Sie sind innen dicht mit weißen Haaren bedeckt. Die sternförmig ausgebreiteten roten Nebenkronenzipfel sind fleischig mit Drüsen an der Basis. Sie alternieren mit den Kronblattzipfeln. Der äußere Fortsatz ist spitz, der innere Fortsatz ist ebenfalls spitz. Die Unterseite ist rinnig, etwa von der Mitte bis zum Apex. Das Ovarium ist kahl und misst ca. 2,3 × 3, 2 mm im Durchmesser. Die keulenförmigen Pollinia sind am Apex schief nach innen abfallend, ca. 600 µm lang und max. 210 µm breit. Sie besitzen einen dünnen, durchscheinenden, äußeren Rand. Die Caudiculae sind kurz und dünn, ca. 90 µm lang und 30 µm dick. Das Corpusculum ist 250 µm  lang und 100 µm breit und besitzt eine starke Einschnürung in der Mitte. Der Griffelkopf hat einen Durchmesser von 1,8 bis 2 mm.

## Ähnliche Arten
Hoya jianfenglingensis ähnelt am meisten Hoya fungii Merr. und Hoya carnosa (L. f.) R.Br. Alle drei Arten haben elliptische Blätter und spitz zulaufende Nebenkronenzipfel. Hoya jianfenglingensis unterscheidet sich aber durch das Indument auf den vegetativen Teilen, die kleinere Nebenkrone und durch das Vorhandensein von Drüsen an der Basis der Nebenkrone.

## Geographische Verbreitung und Habitat
Die Art ist bisher nur von der Typlokalität in Hainan, China bekannt. Sie wächst dort epiphytisch auf Bäumen oder auch lithophytisch auf Felsen in schattigen und feuchten Habitaten in einem tropischen Bergregenwald in 1040 m Höhe über dem Meeresspiegel.

## Taxonomie
Das Taxon wurde 2011 von Shao-yun He und Ping-tao Li beschrieben. Der Holotypus wurde am 28. Juli 2006 bei 18° 44' N, 108° 50' in der Nähe von Jianfengling von Shao-yun He, Ping-tao Li und Jia-yi Lin gesammelt. Er wird im Herbarium der South China Agricultural University. Guangdong. Guangzhou, China unter der Nr. 0607281 aufbewahrt. Die Paratypen wurden ebenfalls bei 18° 44' N, 108° 50' am 8. Mai 2008 von Shao Y. He gesammelt. Sie sind ebenfalls im Herbarium der South China Agricultural University unter der Nr. 0805081 hinterlegt. Weitere Paratypen befinden sich im Herbarium des Missouri Botanical Garden in Saint Louis, Missouri, USA unter der Nr. 0805082. Die Datenbank Plants of the World online akzeptiert Hoya jianfenglingensis als gültiges Taxon.